# پیلیو
پیلیو (به ایتالیایی: Piglio) یک کومونه در ایتالیا است که در استان فروزینونه واقع شده‌است. پیلیو ۳۵٫۲ کیلومتر مربع مساحت و ۴٬۷۷۵ نفر جمعیت دارد و ۶۲۰ متر بالاتر از سطح دریا واقع شده‌است.